# Ареяс
Ареяс (порт. Areias) — муниципалитет в Бразилии, входит в штат Сан-Паулу. Составная часть мезорегиона Вали-ду-Параиба-Паулиста. Входит в экономико-статистический микрорегион Бананал. Население составляет 3834 человека на 2006 год. Занимает площадь 306,566 км². Плотность населения — 12,5 чел./км².

## История
Город основан 28 ноября 1816 года.

## Статистика
- Валовой внутренний продукт на 2003 составляет 36.694.246,00 реалов (данные: Бразильский институт географии и статистики).
- Валовой внутренний продукт на душу населения на 2003 составляет 9.848,16 реалов (данные: Бразильский институт географии и статистики).
- Индекс развития человеческого потенциала на 2000 составляет 0,723 (данные: Программа развития ООН).